# منطقه ویتبسک
منطقه ویتبسک (به لاتین: Vitebsk Region) یکی از منطقه‌های بلاروس است.

## خصوصیات
منطقه ویتبسک ۴۰٬۰۴۹٫۹۹ کیلومترمربع مساحت و ۱٬۲۳۰٬۸۲۱ نفر جمعیت دارد.